# Snake Eyes (G.I. Joe)
Snake Eyes (también conocido como Snake-Eyes) es un personaje ficticio de la línea de juguetes, cómics y series animadas de G.I. Joe: A Real American Hero. Es uno de los miembros originales y más populares del Equipo G.I. Joe, y es más conocido por sus relaciones con Scarlett  y Storm Shadow. Snake Eyes es uno de los personajes más destacados de la franquicia G.I. Joe: A Real American Hero, habiendo aparecido en todas las series de la franquicia desde su inicio. Es interpretado por Ray Park en la película de acción real de 2009 G.I. Joe: The Rise of Cobra, y la secuela de 2013 G.I. Joe: Retaliation. Henry Golding interpretó al personaje principal en la película spin-off de 2021, Snake Eyes.

## Perfil
Snake Eyes es el nombre en clave de un miembro del Equipo G.I. Joe. El es el comando original del equipo, y gran parte de su historia e información, incluido su nombre real, lugar de nacimiento y número de servicio, han permanecido "CLASIFICADOS" en todas las representaciones de su origen. Todo lo que se sabe con certeza es su rango / grado (originalmente Sargento del Ejército de los EE. UU. / E-5, eventualmente llegó al Sargento de Primera Clase / E-7 antes de que también fuera "CLASIFICADO"), su especialidad militar principal es la infantería, y su especialidad militar secundaria es instructor de combate cuerpo a cuerpo. Snake Eyes fue entrenado en la MACV Recondo School (Nha Trang), y sirvió en LRRP en el sudeste asiático con Stalker y Storm Shadow, y finalmente dejó el servicio para estudiar artes marciales con el clan ninja Arashikage de Storm Shadow. Ha recibido entrenamiento de sargento de instrucción y es un ex operador de las Fuerzas Especiales del Ejército de los EE. UU. y la Fuerza Delta. Muy poco más sobre su pasado ha sido revelado. Básicamente, toda la inteligencia sobre su carrera militar y su vida personal, incluido su nombre de nacimiento, lugar de nacimiento e infancia, ha sido designada como clasificada o de alto secreto debido a las operaciones militares clandestinas en las que participaba.
Snake Eyes vivía una vida de estricta abnegación y aislamiento en las Altas Sierras con una mascota lobo llamada Timber cuando fue reclutado para el Equipo G.I. Joe. Es experto en todas las armas pequeñas de la OTAN y el Pacto de Varsovia y un cinturón negro en 12 sistemas de combate diferentes, incluidos Karate, Judo, Jūjutsu, Kung-Fu, Taekwondo, Muay Thai, Ninjutsu y Kobudo. También es muy hábil en el uso de armas afiladas, especialmente su espada japonesa y sus cuchillos de trinchera, pero está igualmente calificado y dispuesto a usar armas de fuego y explosivos. Snake Eyes es silencioso en sus movimientos y rara vez se basa en un conjunto de armas con exclusión de los demás.
Durante una de sus primeras misiones para G.I. Joe, la cara de Snake Eyes estaba severamente desfigurada en una explosión de helicóptero. Desde entonces, Snake Eyes ha tenido una extensa cirugía plástica para reparar el daño, pero sus cuerdas vocales no pueden repararse. Por lo general, usa un traje negro, junto con un pasamontañas y una visera para cubrirse la cara. Cuando se quitó el uniforme, Snake Eyes es caucásico con una constitución atlética, cabello rubio y ojos azules.
Se ha demostrado que Snake Eyes está involucrado románticamente en la mayoría de las continuidades con su compañera de equipo Scarlett. También ha tenido varios aprendices, incluidos Kamakura, Tiger Claw y Jinx. Su cita personal es "Muévete con el viento, y nunca serás escuchado".

## Cómics

### Marvel Cómics
Snake Eyes aparece por primera vez en G.I. Joe: A Real American Hero # 1 (junio de 1982).
En la continuidad de Marvel Comics, escrita y dibujada por Larry Hama, Snake Eyes, Stalker y Storm Shadow sirvieron juntos durante la Guerra de Vietnam en una unidad LRRP. En una misión en particular, un fuerte tiroteo con el NVA de Vietnam del Norte resultó en la aparente muerte de sus compañeros de equipo (entre ellos Wade Collins, quien realmente sobrevive y luego se une a Cobra, convirtiéndose en Fred II de la serie Fred Crimson Guardsmen). Cuando llegó un helicóptero para recoger a los miembros del equipo sobreviviente, el NVA perseguidor abrió fuego, hiriendo gravemente a Snake Eyes. A pesar de una orden directa de Stalker de dejarlo, Storm Shadow regresó a Snake Eyes, y pudo llevar a Snake Eyes a salvo a bordo del helicóptero.
Al regresar a casa de la guerra, Snake Eyes se reunió con el Coronel Hawk, quien le informó que su familia había muerto en un accidente automovilístico (que involucró al hermano del hombre que eventualmente se convertiría en el Comandante Cobra). Devastado, Snake Eyes acepta una oferta para estudiar artes ninja con la familia de Storm Shadow, el Clan Arashikage. Con el tiempo, Snake Eyes y Storm Shadow se convirtieron en hermanos de la espada y rivales involuntarios por la atención y el favor del tío de Storm Shadow, el Hard Master. Durante una de las sesiones de entrenamiento de Snake Eyes, Hard Master expresó su deseo de que Snake Eyes tomara el liderazgo del clan Arashikage en lugar de Storm Shadow. Snake Eyes se negó, pero luego Zartan, contratado por Cobra Commander para vengar la muerte de su hermano, mató por error al Hard Master en lugar de Snake-Eyes, usando una flecha que robó de Storm Shadow. Con Storm Shadow creído responsable de la muerte del Hard Master, el clan ninja Arashikage se disolvió. Snake Eyes regresó a América, donde se instaló en las montañas de High Sierra, y finalmente fue reclutado para el Equipo G.I. Joe por Hawk y Stalker.
Durante una de las primeras misiones del equipo en el Medio Oriente, Snake Eyes, Scarlett, Rock 'n Roll y Grunt son enviados para salvar a George Strawhacker de Cobra. En el camino, su helicóptero choca con otro en el aire, obligando a los Joes a rescatar. Cuando Scarlett está atrapada en el helicóptero en llamas, Snake Eyes se queda atrás para salvarla, pero una ventana explota en su rostro, lo asusta y daña sus cuerdas vocales. A pesar de sus heridas, Snake Eyes convence a Hawk para que lo deje continuar con la misión. Strawhacker, que una vez estuvo comprometido con la hermana de Snake Eyes, nunca se entera de la identidad del "soldado enmascarado y con cicatrices" que le salvó la vida.
Más tarde, cuando Storm Shadow captura a Scarlett, Snake Eyes viaja a Trans-Carpathia para rescatar a Scarlett y lucha contra Storm Shadow por primera vez desde que dejó el clan Arashikage. Snake Eyes finalmente se entera de que Storm Shadow se unió a Cobra para descubrir quién estaba realmente detrás del asesinato del Hard Master. Después de descubrir que fue Zartan quien mató a su tío, Storm Shadow deja a Cobra y se convierte en el aliado de Snake Eyes, convirtiéndose en un miembro del Equipo G.I. Joe.
Snake Eyes y Storm Shadow se unirían para algunos de G.I. Las misiones más difíciles de Joe, y el vínculo entre ellas se fortalecería y probaría. En una historia titulada "Trilogía de los ojos de serpiente", la Baronesa busca vengarse de los ojos de serpiente, bajo la creencia errónea de que había matado a su hermano en el sudeste asiático. Ella captura a Snake Eyes mientras se está recuperando de una cirugía plástica para reparar su rostro, y le dispara a Scarlett en el proceso. Storm Shadow, Stalker y Wade Collins lideran un rescate en el edificio del Consulado Cobra donde Snake Eyes fue encarcelado. Después de una segunda misión de rescate para George Strawhacker y un encuentro con los Night Creepers, Snake Eyes finalmente se reencuentra con Scarlett. Por primera vez en muchos años, Snake Eyes dice el nombre de Scarlett, y ella se despierta de su coma, y finalmente regresa al servicio activo.
Como la serie de Marvel's G.I. Joe está llegando a su fin, Snake Eyes y Cobra Commander finalmente luchan entre sí en el número 150. Snake Eyes finalmente gana contra un blindado Comandante Cobra, pero el Comandante se reiría por última vez, ya que captura a Storm Shadow y exitosamente le lava el cerebro de nuevo a la lealtad de Cobra.. Snake Eyes y Scarlett continuarían sirviendo a G.I. Joe hasta su disolución.

### Publicaciones Devil's Due
Devil's Due Publishing e Image Comics introdujeron nuevos elementos en el pasado de Snake Eyes durante su miniserie desclasificada Snake Eyes, que muestra más de la motivación de Cobra Commander para matar a Snake Eyes mientras se entrena para convertirse en un ninja. Snake Eyes tuvo un encuentro con el Cobra Commander antes de la formación de Cobra, donde Cobra Commander se hizo amigo de Snake Eyes e intentó reclutarlo para asesinar a un juez. El juez había condenado al hermano mayor de Cobra Commander por incendio provocado y fraude de seguros, lo que resultó en la ruina de la vida de su hermano, causando su espiral descendente hacia el alcoholismo y, en última instancia, el accidente automovilístico que se cobró la vida y la vida de la familia de Snake Eyes. Snake Eyes aceptó acompañar al Comandante Cobra, pero en el último minuto se negó a seguir el plan. Cobra Commander luego mató al juez y juró venganza contra Snake Eyes, lo que resultó en que contratara a Firefly (que a su vez subcontrató a Zartan) para matar a Snake Eyes mientras se entrenaba con el Clan Arashikage.
Los primeros cuatro números de G.I. Joe: Frontline presentó la historia de Larry Hama "La misión que nunca fue". Después de la disolución oficial, el original Equipo G.I. Joe tuvo que transportar un arma de rayos de partículas desde Florida a la ubicación del General Colton en la ciudad de Nueva York. Dado que Billy, Storm Shadow y la Baronesa quedaron bajo la influencia del escáner de ondas cerebrales de Cobra al final de la serie original, Snake Eyes está en esta misión para salvar a Storm Shadow. Al final de esta historia, Storm Shadow vuelve a su forma de ninja y dice que tratará con Snake Eyes cuando esté listo. Snake Eyes y Scarlett regresan a su hogar en las Altas Sierras, donde Timber ha muerto pero engendró una camada de cachorros antes de pasar, y Snake Eyes adopta uno. Después de que el Equipo G.I. Joe se disolvió, Snake Eyes y Scarlett dejan el ejército y se comprometen, pero por razones desconocidas el día de la boda, Snake Eyes desaparece y se retira nuevamente a su cabaña en las Altas Sierras.
La siguiente miniserie de Maestros y Aprendices revela que Snake Eyes, junto con Nunchuk y T'Jbang, estaban entrenando a una nueva aprendiz, Ophelia, para ser la última del clan ninja de Arashikage, poco después de que él y Scarlett se comprometieran. Como prueba final de Ophelia, ella y Snake Eyes se enfrentan a Firefly por su papel en el asesinato del Hard Master. Sin embargo, Firefly mata a Ofelia y escapa, dejando a Snake Eyes devastada. Como resultado, el día de su boda, Snake Eyes rompe su compromiso con Scarlett frente a Stalker, y luego desaparece nuevamente en su complejo en las Sierras. Allí, Sean Collins se le acerca, hijo de su amigo de la guerra de Vietnam, Wade Collins. Sean le pide a Snake Eyes que lo entrene como un nuevo aprendiz, después de ver a su tripulación también asesinada por Firefly la noche en que Ophelia fue asesinada. Algún tiempo después, Jinx y Budo llaman a Snake Eyes para investigar nueva información sobre la ubicación de Firefly, que está trabajando para el "Hombre de ninguna parte". Snake Eyes se enfrenta a Firefly, quien se reúne con otro ninja enmascarado, que se revela como Storm Shadow. Sean finalmente recibe el nombre de Kamakura, y luego se uniría al Equipo G.I. Joe.
En las páginas de G.I. Joe: Un verdadero héroe americano, Snake Eyes y Scarlett se reunirían con la reincorporación de G.I. Joe, y los dos nuevamente se comprometieron. Snake Eyes está involucrado en muchas escaramuzas con Cobra, incluidos los altercados con Storm Shadow, el regreso de Serpentor (en el que Snake Eyes resultó herido por una explosión de granada pero se recuperó rápidamente), el triunfo de Snake Eyes sobre el Ninja Rojo el líder Sei Tin (que le dio a Snake Eyes el control del clan Red Ninja), y una derrota cercana a manos del fuerte blindado Wraith. El equipo se reduce a una unidad más pequeña, y cuando Snake Eyes, Scarlett y Duke se meten en problemas, una camarilla oscura de generales conocidos como "The Jugglers" hace que Snake Eyes y Duke sean arrestados. Sin embargo, Scarlett se encuentra con Storm Shadow (que se había liberado de su control mental), y rescatan a Snake Eyes y Duke de un convoy. Escapan a Islandia y se esconden con Scanner, sin embargo, son seguidos por el exagente de Coil Overlord, que hiere fatalmente a Scanner y encierra a los Joe en un refugio antiaéreo. En sus últimos momentos, Scanner activa el mecanismo de autodestrucción de la estación islandesa, matando a Overlord en la explosión y salvando a los Joes. El equipo luego ayuda a Flint, Lady Jaye y al general Philip Rey a lidiar con una nueva amenaza, las Sombras Rojas. Cuando las Sombras Rojas intentaron asesinar a Hawk en un campamento de montaña, Snake Eyes envía a su aprendiz Kamakura para llevar a Hawk a un lugar seguro. Snake Eyes luego ayudaría a derrotar a las Sombras antes de que su plan pudiera ponerse en marcha, incluso luchando contra el líder Wilder Vaughn, quien escapa.
Snake Eyes y Kamakura también viajan a Asia para ayudar a Storm Shadow a encontrar a su aprendiz, que había sido secuestrado por los Ninjas Rojos. Snake Eyes ayuda a Storm Shadow a derrotar al líder de Red Ninja, Sei Tin, pero la misión es un fracaso. Snake Eyes cede el control de los Ninjas Rojos a Storm Shadow, quien a su vez deja a su clan al cuidado de T'Jbang.

#### America's Elite
Snake Eyes se reactiva como miembro del equipo en G.I. Joe: Elite de Estados Unidos, junto con Stalker, Scarlett, Flint, Duke, Shipwreck, Roadblock y Storm Shadow. Con su nuevo estado encubierto y su lista reducida, continuaron rastreando las células Cobra y eliminándolas de su nueva sede en el código del Parque Nacional de Yellowstone llamado "The Rock". Cuando Vance Wingfield aparentemente regresa de la tumba, y arroja satélites mortales en las principales áreas metropolitanas utilizando el equipo suministrado por Destro, Duke, Scarlett y Snake Eyes, todos salen para realizar investigaciones en solitario. Snake Eyes rastrea a Firefly hasta Chicago e interrumpe su intento de asesinar a un señor de la pandilla. Al regresar, Snake Eyes descubre que Scarlett ha sido capturada mientras investigaba a Cesspool. Él revela que tanto él como Scarlett habían implantado dispositivos de rastreo entre sí, y que solo ellos conocen las frecuencias. La encuentra en el submarino de Destro en el Océano Pacífico, y logra rescatarla, pero Destro escapa y Snake Eyes muere durante la operación.
Los ninjas rojos roban el cuerpo de Snake Eyes para resucitarlo. Los Joes rastrean a los Ninjas Rojos hasta China, donde Sei-Tin toma el control de Snake Eyes y lo usa para exigir su venganza contra Storm Shadow y Kamakura. Finalmente derrotan a Sei-Tin y vuelven a Snake Eyes a la normalidad. Poco después, Scarlett observa que Snake Eyes aparentemente abandona todo su entrenamiento ninja y se enfoca únicamente en su entrenamiento militar. Después de la sesión, Scarlett desenmascara a Snake Eyes y se sorprende al verlo. Más tarde, Snake Eyes revela a Scarlett y Stalker que la Baronesa todavía está viva y que la mantienen cautiva dentro de la Roca, lo que los lleva a enfrentarse al General Colton. Cuando se les ordena un descanso obligatorio, Snake Eyes y Kamakura se retiran a las Altas Sierras, donde Kamakura intenta racionalizar que Snake Eyes no pudo haber muerto, sino que debió haber entrado en trance. Luego argumenta que Snake Eyes no debería haber renunciado a sus habilidades ninja, y que desea trabajar con él para restaurar su fe. Snake Eyes regresa al servicio activo e investiga una instalación médica con Stalker y Scarlett, donde encuentran un escalpelo herido de muerte. Les informa que la Baronesa es libre y busca vengarse de ambos G.I. Joe y Cobra.
En el cómic de una sola vez Misiones especiales: Antártida, Snake Eyes es parte del equipo que está llamado a investigar una empresa de Extensive Enterprises en la Antártida. El Equipo G.I. Joe finalmente se separó para encontrar Tomax y Xamot, y Snake Eyes va con Snow Job para infiltrarse en su base, donde luchan y persiguen a Tomax.
Snake Eyes participa en varias batallas durante el arco final "World War III". Cuando los Joes comienzan a cazar a todos los miembros de Cobra que pueden encontrar, Snake Eyes y Scarlett capturan a Vypra, y capturan a Firefly en Japón. Como parte del siniestro complot del Comandante Cobra, envía al escuadrón de élite conocido como The Plague para atacar la sede de G.I. Joe. A medida que la peste y G.I. Los equipos de Joe chocan, las células durmientes Cobra atacan edificios gubernamentales en naciones de todo el mundo.
Mientras tanto, Storm Shadow intenta evitar que Cobra libere a los prisioneros del G.I. Instalación de la prisión de Joe "The Coffin". Él es parcialmente exitoso, pero Tomax logra liberar a Firefly y varios otros, mientras mata al Cobra Commander considerado "cabo suelto". Storm Shadow se une a Snake Eyes y al resto del equipo principal para derrotar a varias células Cobra y desarmar las armas nucleares que Cobra Commander ha colocado en la Amazonía y la Antártida. Cobra Commander y The Plague se retiran a una base secreta en los Montes Apalaches, donde tiene lugar la batalla final, y Snake Eyes vuelve a derrotar a Firefly en un duelo de espadas. Al final, Snake Eyes se muestra entre los miembros del Equipo G.I. Joe.
Hasbro más tarde anunció que todas las historias publicadas por Devil's Due Publishing ya no se consideran canónicas, y ahora se consideran una continuidad alternativa.

#### Continuidades alternas
En la continuidad separada de G.I. Joe: Reloaded, que presentó una versión más moderna y realista de la Guerra G.I. Joe / Cobra, se insinúa que Snake Eyes es un exagente Cobra, que renunció y decidió ayudar a G.I. Joe en su lugar. Aunque no sirvió en el equipo, se demostró que Snake Eyes estaba interesado en Scarlett, pero la serie terminó antes de que se explorara algo más.
Snake Eyes aparece en G.I. Joe vs. The Transformers, la serie crossover de Devil's Due con Transformers ambientada en una continuidad alternativa. Como G.I. Joe está organizado, Snake Eyes es asignado a un grupo de soldados que protegen una conferencia de paz en Washington. Se le llama "Chatterbox", pero en realidad no habla, porque los otros soldados lo habían desafiado a guardar silencio por un tiempo. Snake Eyes tiene terribles cicatrices y pierde la voz cuando un Starscream controlado por el Comandante Cobra dispara el tanque de misiles de Cover Girl debajo de él. Su familia también es asesinada durante el ataque. Durante el asalto a la isla de Cobra, Snake Eyes corta una de las ópticas de Starscream y empuja una granada en el zócalo. Durante la parte final de la primera miniserie, Snake Eyes recibe un Mech basado en Cybertroniano que le permite luchar contra los Decepticons mucho más grandes, así como los agentes Cobra en trajes Decepticon. La segunda miniserie se centra en varios Transformers que se envían en el tiempo a varios períodos de tiempo, lo que obliga a G.I. Joe y Cobra se unen para recuperarlos. El primer grupo que se envió en el tiempo incluye Snake Eyes, Lady Jaye, Zartan y Storm Shadow, enviados a California en la década de 1970. Después de recuperar a todos los Transformers, regresan a Cybertron. Durante la tercera miniserie, se muestra que Snake Eyes ha desarrollado un interés amoroso con Scarlett, quien le devuelve esos sentimientos después de que la rescata de una prisión de Decepticon y se quita la máscara para mostrar su rostro marcado. Más tarde, ellos parecen estar en una relación. Durante la cuarta miniserie, Snake Eyes solo se muestra en una escena como miembro activo del equipo de Joe, junto con Flint, Lady Jaye y Duke. También aparece brevemente luchando contra varios de los guardias reales de Cobra-La.
Transformers/G.I. Joe estaba originalmente planeado para su publicación al mismo tiempo que G.I. Joe vs. The Transformers de Dreamwave Productions, hasta que anunciaron su quiebra, quedando solo la primera miniserie terminada. La historia presenta a los Transformers conociendo al G.I. Joe en 1939, donde Snake Eyes se destaca al derrotar a los Decepticons al abrir la Matrix. En la segunda miniserie ambientada en la década de 1980, Snake Eyes de alguna manera todavía está en forma para pelear, a pesar de haber sido miembro del equipo en 1939.

### IDW Publishing

#### G.I. Joe: A Real American Herocontinuation
En 2009, IDW Publishing se hizo cargo de la licencia de los cómics de G.I. Joe y comenzó una nueva serie que continúa donde terminó la serie de Marvel Comics. La serie comenzó con un número gratuito del Día del cómic #155 1⁄2 y reemplaza toda la continuidad de Devil's Due Publishing que se había establecido previamente. Esta continuación de la serie Marvel está nuevamente escrita por Larry Hama.
Snake Eyes finalmente se sacrifica para evitar que un Serpentor revivido destruya el Pit III, arrojándolo a un eje con una granada en la mano. Para convencer a Cobra de que Snake Eyes todavía está vivo, el recientemente reclutado Sean Collins, quien ha sido desfigurado tanto como Snake Eyes, recibe la identidad de Snake Eyes para continuar con su nombre.

#### Hasbro Comic Universe
IDW Publishing también comenzó una serie de cómics de G.I. Joe que no se conecta con ninguna de las continuidades pasadas. Snake Eyes vuelve a ser miembro del equipo y, a lo largo de la primera historia, es un agente renegado de G.I. Joe, con quien Scarlett se comunica sin la aprobación de Hawk. Snake Eyes aparece por primera vez en Crimea Rivera persiguiendo a Nico. Esto es mencionado más tarde por Duke que Snake Eyes se ha ido sin permiso. Scarlett le envía un mensaje firmado "Love Red", que es un código que le dice que corra. Se dirige a Seattle donde encuentra a Mainframe, y le da el disco duro que solicitó Scarlett, que contiene información sobre Springfield. Una vez allí, recuperan evidencia de un laboratorio secreto de que Cobra existe, antes de que un MOAB arrase la ciudad. Con la evidencia en la mano, los dos son aceptados nuevamente en el equipo G.I. Joe. Snake Eyes finalmente se dirige a Manhattan, Nueva York, para encontrarse con su antiguo mentor, quien lo ayuda a sanar su mente después de su derrota.
En G.I. Joe: Origins, Snake Eyes recibe una actualización sobre el origen de sus heridas. En la primera historia, Duke y Scarlett viajan al hospital comunitario de North Las Vegas y encuentran a Snake Eyes en la unidad de cuidados intensivos para quemados cerca de la cama K (BUICK), el único sobreviviente de una explosión en una clínica de cirugía plástica. La cara y las manos de Snake Eyes están completamente vendadas, y ahora está mudo debido a la explosión. Duke y Scarlett escapan con Snake Eyes, antes de que el multimillonario/quimera destruya la habitación del hospital. Snake Eyes sigue apareciendo con la cara envuelta en vendas a lo largo de la primera historia. Más tarde aparece con su uniforme negro con visor y espada, una variación del uniforme de su figura original, como parte de la segunda historia de una misión en Londres.
Un título en solitario G.I. Joe: Snake Eyes comenzó en mayo de 2011, siendo parte de la saga G.I. Joe: Cobra Civil War. Después de que terminó Cobra Civil War, G.I. Joe: Snake Eyes continuó en el nuevo arco de la historia G.I. Joe: Cobra Command, mostrando finalmente por qué y cómo abandonó a los Joes y qué papel había jugado Storm Shadow. 
En enero de 2015, IDW publicó G.I. Joe: Snake Eyes – Agent of Cobra. Escrita por Mike Costa, esta serie analiza cómo Snake Eyes se unirá a Cobra, si Storm Shadow y Scarlet se unirán a él y cómo Destro juega en su transición. 
Snake Eyes también es el personaje central de la serie de cómics de IDW 2020 Snake Eyes: Deadgame, de los escritores Rob Liefeld y Chad Bowers.

### DC Comics
Snake Eyes aparece en el tercer número del cómic cruzado de DC Batman/Fortnite: Zero Point. En el problema, Snake Eyes se envía a un ciclo de tiempo para luchar contra Batman, ambos se vinculan en cada ciclo hasta que ambos se respetan y comienzan a trabajar juntos. El problema termina con Snake Eyes caminando hacia la tormenta para que Batman pueda escapar del bucle de tiempo.

## En Sigma 6

### Juguetes Sigma 6
Snake Eyes aparece nuevamente como parte de serie de juguetes G.I. Joe: Sigma 6. Aunque es similar en concepto al anterior de la línea de juguetes G.I.Joe: A Real American Hero, las figuras de acción de Sigma 6 no se relacionan con la continuidad del original G.I. Joe universo, y tenían 8 "de altura en lugar de las figuras más pequeñas en escala de 3 ¾" de la línea A Real American Hero.
La primera ola en 2005 contenía una figura de Snake Eyes. Un paquete de batalla "Ninja Showdown" también contenía versiones alternativas de Snake Eyes y Storm Shadow. En 2006, todas las figuras de 2005 se relanzaron con nuevos moldes y accesorios, incluidas cuatro versiones diferentes de Snake Eyes. Una nueva versión de Snake Eyes también se lanzó en 2007.
Para complementar la línea de 8 pulgadas (200 mm) de G.I. Joe: Sigma 6 figuras de acción y vehículos, Hasbro también introdujo una línea de "escala de misión" de figuras de acción de Conjuntos de Misión de escala de 2 ½ pulgadas. Cada conjunto de figuras de acción está empaquetado como una "misión en una caja" e incluye un Manual de Misión.

### Serie animada Sigma 6
En la serie animada Sigma 6, la historia de Snake Eyes ha cambiado sustancialmente de la serie A Real American Hero, pero aún comparte una conexión con Storm Shadow, quien se refiere a él como "hermano". Aunque Storm Shadow es un agente Cobra lavado de cerebro, él culpa a Snake Eyes por la ruina del clan ninja Arashikage. En Sigma 6, tanto Jinx como Kamakura sirven como aprendices de Snake Eyes y G.I. Joe reserva miembros. Como es en la serie original, Snake Eyes es mudo, pero la razón de esto no se explora. Mientras que la serie animada A Real American Hero nunca mostró la verdadera cara de Snake Eyes, la continuidad de Sigma 6 toma algunas pistas visuales de los cómics de A Real American Hero. En un episodio, cuando Snake Eyes está luchando contra Storm Shadow, su visor se rompe y parece que tiene el pelo rubio, ojos azules y una cicatriz cerca del ojo como resultado de un accidente de entrenamiento. En el sexto episodio de la temporada 2, Snake Eyes se enfrenta a una manada de lobos; después de salvar a uno, el lobo sin nombre lo ayuda durante todo el episodio, y luego se lo ve aullando en la cima de una colina cerca de la sede de Sigma Six. Esto se confirmó como una versión Sigma 6 de Timber, cuando se lanzó una figura Arctic Sigma Six de Snake Eyes con Timber, con la tarjeta bio de la figura que describe la trama de este episodio.

### Sigma 6 en los cómics
Snake Eyes apareció en el cómic Sigma 6, lanzado por Devil's Due Publishing con conexión directa a series animadas. Snake Eyes se destaca en el número 6, que se centra en Storm Shadow, ya que Snake Eyes es enviado para recuperar un dispositivo electrónico robado de él. Storm Shadow se refiere a Snake Eyes como "hermano", y rompe el casco de Snake Eyes, exponiendo parcialmente su rostro, que nuevamente se muestra como un estadounidense rubio con una cicatriz.

## Películas y series live-action

### G.I. Joe: The Rise of Cobra(2009)
El artista marcial / especialista Ray Park, interpretó al personaje con el actor y artista marcial Leo Howard interpretando la versión más joven en la película G.I. Joe: The Rise of Cobra. En un primer borrador de Stuart Beattie, Snake Eyes habría sido tomado como una broma y no se pensaba incluirlo en la película, pero fue Larry Hama quien lo convenció de incluirlo.
En la película, el origen de Snake Eyes se reinicia, siendo él un niño abandonado de 10 años que encontró su camino a la casa del Clan Arashikage. Lucha contra el joven Thomas Arashikage (Storm Shadow), quien lo ataca por robar comida. Sin embargo, la habilidad natural del huérfano para luchar impresiona al tío de Thomas, el Hard Master, que le da su nombre a Snake Eyes, mientras lo pone bajo su ala. Mientras Snake Eyes inicialmente perdería ante Thomas, Snake Eyes eventualmente supera a Thomas y gana el favor de Hard Master, siendo reconocido como el mejor estudiante de Hard Master. Enfurecido por Hard Master eligiendo Snake Eyes sobre él, Thomas parece matar al Hard Master fuera de la pantalla, y luego se ve corriendo en medio del caos. Desde entonces, Snake Eyes ha elegido hacer un voto de silencio. Al enterarse de que Thomas, ahora conocido como Storm Shadow, es miembro de Cobra, Snake Eyes lucha contra él, antes de apuñalarlo y permitirle caer en agua helada en la base ártica de Cobra, dejándolo por muerto. Snake Eyes regresa a The Pit con los miembros sobrevivientes de G.I. Joe.

### G.I. Joe: Retaliation(2013)
Park regresa como Snake Eyes en la secuela, G.I. Joe: Retaliation. En la película, Snake Eyes está enmarcado por Zartan por asesinar al presidente de Pakistán bajo las órdenes de G.I. Joe. Storm Shadow se disfraza de Snake Eyes para sacar a Cobra Commander de la prisión, mientras Snake Eyes observa desde las sombras. Con la ayuda de Jinx, Snake Eyes captura a Storm Shadow y lo lleva al maestro ciego para pagar por su asesinato del maestro duro. Sin embargo, Snake Eyes descubre que Zartan fue quien asesinó al Hard Master y enmarcó a Storm Shadow por él, y que Storm Shadow solo se unió a Cobra para vengar la muerte del Hard Master. Con esta revelación, Storm Shadow se asocia con Snake Eyes y los Joes para detener el plan de Cobra Commander de destruir varios países y conquistar el mundo. Durante la batalla final, Snake Eyes le permite a Storm Shadow lidiar con Zartan, dándole la Espada de la Justicia. Snake Eyes y los Joes detienen el plan del Comandante Cobra y son declarados héroes, absueltos de sus acusaciones, mientras que Storm Shadow venga la muerte del Maestro duro al matar a Zartan antes de desaparecer.

### Snake Eyes(2021)
En 2021, se lanzó un spin-off de G.I. Joe con Snake Eyes que tiene lugar en una continuidad alternativa. Henry Golding protagoniza el papel principal y Max Archibald como la versión más joven del personaje.
En el estado de Washington, un niño y su padre caminan por el bosque y se dirigen a una cabaña que, sin que el niño lo sepa, es una "casa segura" para esconderse de los asesinos dirigidos por el Sr. Augustine. Esa noche, están siendo atacados por Agustín y sus hombres. Para determinar su destino, el padre se ve obligado a tirar un par de dados y tira el doble. El niño intenta defenderlo pero falla. Mientras escapa como le dicen, escucha el sonido de un disparo que mata a su padre. Toma su nombre de la tirada de dados para ocultar su verdadera identidad.
Veinte años después, el niño, ahora conocido como "Snake Eyes", se ha convertido en un talentoso y letal luchador de artes marciales. En un circuito de lucha clandestino en Los Ángeles, es descubierto por el jefe de los Yakuza, Kenta Takamura, quien le pide que trabaje para él. Snake Eyes acepta después de que Kenta se ofrece a ayudarlo a encontrar al asesino de su padre y comienza a contrabandear armas dentro de pescado eviscerado. Un día, Kenta le ordena a Snake Eyes que mate a su primo Tommy por traicionarlo como prueba de lealtad, pero Snake Eyes ayuda a Tommy a escapar. En el proceso, pierde el conocimiento debido a la falta de sangre. Snake Eyes se despierta en el jet privado de Tommy camino a Tokio. A cambio de salvarle la vida, Tommy lo invita a unirse al Clan Arashikage. La abuela de Tommy, Sen, líder del clan, y Akiko, la jefa de seguridad, aceptan que Snake Eyes se una al clan si pasa tres pruebas. Sin el conocimiento del Clan, Snake Eyes está trabajando como agente doble para que Kenta le robe la "Joya del Sol". un artefacto de poderes destructivos que el Clan Arashikage ha estado protegiendo durante mucho tiempo y juró no usar, para que Kenta pueda usarlo para tomar el poder en el clan. Cuando se entera de que tiene la tarea de robar la joya en nombre de la organización terrorista Cobra, Snake Eyes se muestra reacio, pero Kenta le entrega los dados que usó cuando mataron a su padre y promete entregarle al Sr. Augustine si tiene éxito. Snake Eyes luego se gana la confianza de Akiko al revelar el asesinato de su padre y explica que es por eso que no hay antecedentes registrados de él. No pasa la tercera y última prueba con anacondas sagradas, pero Akiko salva su vida de las serpientes. Admite que no ha sido del todo honesto, y es expulsado. Cuando se entera de que tiene la tarea de robar la joya en nombre de la organización terrorista Cobra, Snake Eyes se muestra reacio, pero Kenta le entrega los dados que usó cuando mataron a su padre y promete entregarle al Sr. Augustine si tiene éxito. Snake Eyes luego se gana la confianza de Akiko al revelar el asesinato de su padre y explica que es por eso que no hay antecedentes registrados de él. No pasa la tercera y última prueba con anacondas sagradas, pero Akiko salva su vida de las serpientes. Admite que no ha sido del todo honesto, y es expulsado. Cuando se entera de que tiene la tarea de robar la joya en nombre de la organización terrorista Cobra, Snake Eyes se muestra reacio, pero Kenta le entrega los dados que usó cuando mataron a su padre y promete entregarle al Sr. Augustine si tiene éxito. Snake Eyes luego se gana la confianza de Akiko al revelar el asesinato de su padre y explica que es por eso que no hay antecedentes registrados de él. No pasa la tercera y última prueba con anacondas sagradas, pero Akiko salva su vida de las serpientes. Admite que no ha sido del todo honesto, y es expulsado. s asesinato y explica que es por eso que no hay antecedentes registrados de él. No pasa la tercera y última prueba con anacondas sagradas, pero Akiko salva su vida de las serpientes. Admite que no ha sido del todo honesto, y es expulsado. s asesinato y explica que es por eso que no hay antecedentes registrados de él. No pasa la tercera y última prueba con anacondas sagradas, pero Akiko salva su vida de las serpientes. Admite que no ha sido del todo honesto, y es expulsado.
Snake Eyes luego regresa al dojo y roba la Joya del Sol, entregándosela a Kenta y la Baronesa. Al enterarse de que Augustine es un agente Cobra, Snake Eyes se da cuenta de las consecuencias de su sed de sangre y lo perdona. Regresa para advertir al Clan Arashikage del ataque de Kenta y los ayuda a luchar contra los hombres de Kenta. Kenta logra escapar, pero Snake Eyes lo atrapa en el pozo de la anaconda, lo que permite que las serpientes devoren a Kenta. El clan juzga a Snake Eyes como puro de corazón por abandonar su deseo de venganza y le da la bienvenida. Tommy, que ha roto su promesa de no usar nunca la joya, está decidido a que ya no es apto para liderar y deja el clan, prometiendo matar a Snake Eyes si alguna vez se vuelven a encontrar. Snake Eyes es abordado por Scarlett, miembro de G.I. Joe, una aliada del clan, quien le ofrece convertirse en un Joe. después de explicar que su padre también era un agente de G.I. Joe. Snake Eyes comienza una misión para encontrar a Tommy y traerlo de regreso al Clan Arashikage. Se pone un traje negro y un casco que le dio Akiko antes de irse.

## Videojuegos
- Snake Eyes es uno de los personajes destacados en el juego de computadora de 1985 de G.I. Joe: un verdadero héroe americano.[76]
- Snake Eyes aparece, con su uniforme "V3", como un personaje jugable en el videojuego G.I. Joe de 1991 para NES.[77] Sus habilidades especiales incluyen saltar más rápido y más alto que los otros personajes, y puede usar su espada como un arma de proyectil que no usa ninguna munición. Puede ser seleccionado para cualquiera de las misiones desde el principio, y en realidad es el líder del equipo para la tercera misión del juego ambientada en Nueva York.[78]
- Snake Eyes aparece, con su uniforme "V4", como un personaje jugable en el videojuego G.I. Joe: The Atlantis Factor de 1992 para NES.[79] Puede ser seleccionado para misiones después de ser encontrado, que no es hasta el final del juego después de completar el Área E.[80]
- Snake Eyes aparece como un personaje jugable en el juego arcade de 1992 de G.I. Joe.
- Snake Eyes aparece como un personaje jugable en el videojuego de 2009 de G.I. Joe: El ascenso de Cobra.
- Snake Eyes aparece como un personaje jugable en el videojuego de 2017 Fortnite: Battle Royale.
- Snake Eyes aparece como un personaje jugable en el videojuego de 2020 G.I. Joe: Operation Blackout.
- Snake Eyes aparece como un personaje cruzado en el videojuego Brawlhalla, junto con Storm Shadow.

## Popularidad
Snake Eyes es uno de los personajes de G.I.Joe más populares y reconocibles. En 1986, el creador de G.I. Joe, Larry Hama, lo llamó el personaje más exitoso que jamás haya creado, creyendo que esto se debe a que su misteriosa apariencia y personalidad significa "se convierte en una pizarra en blanco universal para la proyección de fantasía para cualquiera".
En 2008, TechCrunch usó la pregunta "¿Podría él / ella vencer a Snake Eyes?" mientras evalúa a los mejores personajes ninja de videojuegos. [] En 2010, Topless Robot clasificó a Snake Eyes como el primero en la lista de The 10 Coolest G.I. Joe Ninjas, llamándolo "el miembro más popular del equipo".  UGO.com lo incluyó en las listas de los peores oradores de la televisión (en 2010), y los mejores asesinos silenciosos de películas y televisión (en 2011). 
El personaje fue parodiado en el episodio de Robot Chicken 2007 "Más sangre, más chocolate", en el que Snake Eyes se mostró comunicándose con Duke usando un Etch A Sketch.